# جيم بال
جيم بال (بالإنجليزية: Jim Ball)‏ هو لاعب كرة قاعدة أمريكي، ولد في 22 فبراير 1884 في مقاطعة هارفورد في الولايات المتحدة، وتوفي في 7 أبريل 1963 في غلينديل في الولايات المتحدة.

## وصلات خارجية
- جيم بال على موقعبيزبول رفرنس.كوم (الدوري الرئيسي) (الإنجليزية)
- جيم بال على موقعبيزبول رفرنس.كوم (الدوري الثانوي) (الإنجليزية)